# 李宏龄
李宏龄（1847年—1918年），字子寿，男，山西平遥人，清朝实业家、金融改革家，曾任蔚丰厚票号分庄经理。